# Уэлсли, Уильям, 2-й граф Коули
Подполковник Уильям Генри Уэлсли, 2-й граф Коули (англ. William Henry Wellesley, 2nd Earl Cowley; 25 августа 1834 — 28 февраля 1895) — английский аристократ и военный.

## Ранняя жизнь
Родился 25 августа 1834 года в Штутгарте, Королевство Вюртемберг. Старший сын Генри Уэлсли, 1-го графа Коули (1804—1884), и достопочтенной Оливии Сесилии Фицджеральд (1807—1885). Его отец служил послом Великобритании во Франции в 1852—1867 годах.
Среди его младших братьев и сестер были леди Федоровна Сесилия (жена 1-го виконта Берти), леди София Джорджиана Робертина (жена 5-го графа Хардвика), достопочтенный Сесил Чарльз Фоули (который служил в Королевском флоте и умер неженатым) и достопочтенный полковник Фредерик Артур (который был женат трижды, в том числе на Эвелин, герцогине Веллингтон, вдове Генри Уэлсли, 3-го герцога Веллингтона, и сестре жены Уильяма Эмили).
Его отец был старшим сыном Генри Уэлсли, 1-го барона Коули (1773—1847), и леди Шарлотты Кадоган (дочери Чарльза Кадогана, 1-го графа Кадогана). Уильям был внучатым племянником 1-го герцога Веллингтона и 1-го маркиза Уэлсли. Его бабушкой и дедушкой по материнской линии были 20-я баронесса де Рос и лорд Генри Фицджеральд (четвёртый сын 1-го герцога Лейнстера).

## Карьера
Уэлсли получил образование в Итоне, а затем стал лейтенантом Колдстримской гвардии в 1852 году. Он стал капитаном в 1854 году. Он участвовал в Крымской войне в 1855 году, за что был награждён османским орденом Меджидие 5-го класса и в кампании Ауд в Индии в 1858 году. С 1860 по 1863 год он был подполковником Колдстримской гвардии.
В 1859 году он был военным секретарем лорда Эльфинстона, губернатора Бомбея.
После смерти своего отца 15 июля 1884 года он сменил посты 3-го барона Коули Уэлсли, 2-го виконта Дангана и 2-го графа Коули.

## Личная жизнь
8 августа 1863 года Уильям Уэлсли женился на Эмили Гвендолен Пирс-Уильямс (июль 1839 — 9 ноября 1932), второй дочери члена парламента полковника Томаса Пирса Уильямса из Темпл-Хауса и Эмили Бэкон (дочери Энтони Бушби Бэкона из Бенхэм-парка). Вместе они были родителями:
- Генри Артур Морнингтон Уэлсли, 3-й граф Коули (14 января 1866 — 15 января 1919)[4], женившийся на леди Вайолет Невилл, дочери Уильяма Невилла, 1-го маркиза Абергавенни, и Кэролайн Ванден-Бемпде-Джонстон (дочери сэра Джона Ванден-Джонстона, 2-го баронета)[6].
- Леди Ева Сесилия Маргарет Уэлсли (? — 4 марта 1948), которая вышла замуж в качестве своей второй жены за Рэндольфа Гордона Эрскина-Уэмисса, старшего сына члена парламента Джеймса Хэя Эрскина Уэмисса, в 1898 году[4].

Лорд Коули умер в Дрейкот-хаусе в Уилтшире 28 февраля 1895 года, и ему наследовал его сын Генри. Его вдова умерла 9 ноября 1932 года.